# سیارک ۱۰۰۰۳
سیارک ۱۰۰۰۳ (به انگلیسی 10003 Caryhuang ، نامگذاری: 1971 UD1) ده هزار و سومین سیارک کشف شده است. که در ۲۶ اکتبر ۱۹۷۱ در رصدخانه هامبورگ توسط لوبوش کوهوتک کشف شد.
قدر مطلق سیارک برابر ۱۴.۶۰ است.